# دو شاهزاده (پادکست)
دو شاهزاده (انگلیسی: The Two Princes) یک پادکست در سبک اکشن، ماجراجویی و فانتزی از محصولات شرکت گیملت میدیا است. این فیلم توسط «کوین کریستوفر اسنایپس» نوشته و ساخته شده و توسط «میمی اودانل» کارگردانی شده‌است. داستان روی دو شاهزاده از پادشاهی‌های متخاصم متمرکز است که وقتی به یک جنگل مرموز سفر می‌کنند تا قلمرو خود را نجات دهند، متحدان ناخواسته می‌شوند. در طول راه، این دو قهرمان عاشق یکدیگر می‌شوند.

## بازیگران
- نوئا گلوین در نقش روپرت شاهزاده غرب
- آریل استاچل در نقش امیر شاهزاده شرق
- کریستین برنسکی در نقش لاوینیا ملکه غرب
- شهره آغداشلو در نقش آتوسا ملکه شرق
- سمیرا وایلی در نقش جون
- آلفردو نارسیسو در نقش باراباس و لُرد چمبرلین
- «مِندی مَزدِن» در نقش لیدی سسیلی و دندون دیوانه
- ریچارد کایند در نقش سدریک استرنج لاو
- متیو رایس در نقش سر پرسی
- عمر متوالی در نقش پادشاه شرق
- شان پرتوی در نقش پادشاه غرب
- لارا بنانتی در نقش فلورا
- دفنی روبین-وگا در نقش آراخنه
- سی جی ویلسن در نقش بروتِس
- سینتیا اریوو در نقش ملکه ملکیا از میدلندز
- تونیا پینکینز در نقش یوپندو
- گیدی‌ین گلیک در نقش پرسی جونیور
- علی استروکر در نقش لورلای
- «مایکل بران» در نقش هایدرا
- کاترین کیتس در نقش بارکیپ
- «جونا فیلدز» در نقش ونسسلاس
- وسلی تیلور در نقش شاهزاده عزیز شمال